# Bockenbach (Kreuztal)

Eichen-Bockenbach

Bockenbach ist ein Stadtteil von Kreuztal im nordrhein-westfälischen Kreis Siegen-Wittgenstein.

## Geographie
Bockenbach liegt nordwestlich des Stadtzentrums umgeben von Stendenbach im Norden, Eichen im Osten, Dornseifen und Osthelden im Süden, sowie Altenwenden im Westen. Die Länge der Stadtteilgrenze beträgt 7,9 Kilometer.

## Geschichte
Eine Erwähnung Bockenbachs fand bereits im ältesten Diözesanregister um das Jahr 1300 statt, in dem der Ort als „Buckenbach“ neben dem ebenfalls benannten „Stentenbach“ verzeichnet wird. In einem Schatzungsregister des Jahres 1461 sind für Bockenbach neun schatzungspflichtige Personen angegeben.
| Wappen ab 1962 | Zum Amt Ferndorf gehörig, wurde Bockenbach am 1. Dezember 1960 gemeinsam mit Stendenbach in die Gemeinde Eichen eingegliedert. Ab dieser Zeit verfügten die drei ursprünglich eigenständigen Gemeinden auch über ein gemeinsames Wappen. Aufgrund des am 1. Januar 1969 in Kraft getretenen Zweiten Siegerlandgesetzes vom 5. November 1968 wurde Bockenbach dann als Teil der Gemeinde Eichen der Stadt Kreuztal zugeordnet. Nunmehr zählt Bockenbach jedoch als Kreuztaler Stadtteil. Der Ort liegt an der Uerdinger und der Benrather Linie, die hier gemeinsam die Sprachgrenze zum niederdeutsch sprechenden Sauerland bilden. |

## Wappen
| Wappen der ehemaligen Gemeinde Bockenbach, Kreis Siegen | Blasonierung: „Im Wellenschnitt geteilt von Gold (Gelb) und Blau; oben ein blaues Hifthorn, unten ein goldener (gelber) Rehbockkopf.“ |
| Wappen der ehemaligen Gemeinde Bockenbach, Kreis Siegen | Wappenbegründung: Das Wappen wurde am 27. Mai 1939 vom Oberpräsidenten der Provinz Westfalen genehmigt. Das Hifthorn entstammt Gerichtssiegeln der Gemeinden Ferndorf und Krombach aus dem Jahre 1470. Der Rehbockkopf ("Bocken-") und der Wellenschnitt ("-bach") stehen redend für den Ortsnamen. |

## Infrastruktur
Südlich umläuft die Bundesstraße 54 als Fortsetzung der Hüttentalstraße den Stadtteil.

## Einwohner
Einwohnerentwicklung Bockenbachs:
| Gemeinde   | 1818 | 1885 | 1905 | 1939 | 1950 | 2010 |
| ---------- | ---- | ---- | ---- | ---- | ---- | ---- |
| Bockenbach | 0085 | 0135 | 0181 | 0207 | 0269 | 0444 |